# Karlstads Energi
Karlstads Energi Aktiebolag är ett kommunägt bolag som levererar fjärrvärme, el och återvinningstjänster. Bolaget ägs av Karlstads kommun.
Karlstads Energi levererar årligen runt 600 GWh värme till sina cirka 4 200 fjärrvärmekunder i Karlstad. Bolaget säljer också värme till Hammarö Energi. Karlstads Energis huvudanläggning är Hedenverket i Karlstad där även huvudkontoret ligger. Anläggningarna vid Hedenverket består av en avfallspanna och två fliseldade kraftvärmeverk varav det senaste togs i drift hösten 2014. Bland reservanläggningarna märks främst Kraftvärmeverket i Yttre hamn, KVV.
Karlstads Energi levererar även el till  cirka 41 000 elkunder runt om i Sverige.
Sedan 2004 ansvarar även Karlstads Energi för renhållningen i Karlstad inklusive de sex återvinningscentraler som finns i kommunen.

## Historik
Karlstad var först i Sverige med att leverera fjärrvärme 1948.